# Río Vuoksi
El río Vuoksi (del ruso: Вуокса); en finés: Vuoksi;  en sueco: Vuoksen es un corto, aunque importante, río de Europa oriental que discurre por la parte más septentrional del istmo de Carelia, conectando el lago Saimaa, en el sudeste de Finlandia, con el lago Ládoga, en el noroeste de Rusia. Tiene una longitud de solo 162 km (según otras fuentes, 143 km), aunque drena una amplia cuenca de 68.500 km², similar a países como Irlanda, Lituania o Letonia.

## Geografía
El río Vuoksi desagua en el lago Ládoga a través de tres ramales: un viejo ramal principal septentrional, en Priozersk (Käkisalmi); un ramal más pocos kilómetros al norte; y, desde 1857, un nuevo ramal meridional que entra 50 km más al sureste, conocido como río Búrnaya (en finés: Taipaleenjoki), que se ha convertido en la corriente principal en términos de caudal. Los viejos distributarios septentrionales drenan sólo la parte baja del Vuoksi después de 1857 y no son alimentados por las aguas del lago Saimaa. Los ramales del norte y del sur pertenecen en realidad a dos sistemas fluviales separados, que a veces se aíslan en épocas de sequía.
La diferencia de altitud entre el lago Saimaa y el lago Ládoga es de 67-69 m. La longitud entera del río es de 162 km, a través de la rama Priozersk, o de 150 km, a través de la rama Taipale. En la mayor parte de su curso el río se ensancha en una serie de lagos unidos por cortas conexiones semejantes a canales más cortas. Uno de estos lagos, Uusijärvi, cerca de Priozersk, fue rebautizada por los soviéticos como Ózero Vuoksa ("lago Vuoksa").

## Historia

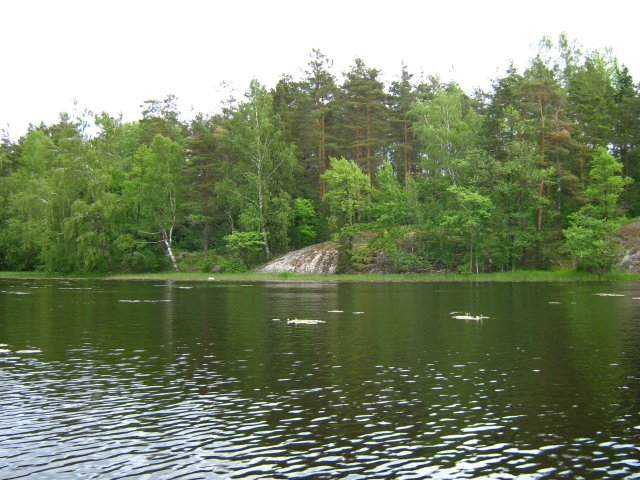

El río Vuoksi conecta el lago Ládoga con la región central de Finlandia y antiguamente fue una importante ruta comercial y de comunicación. Un ramal occidental, que desapareció debido a la elevación de la tierra, fue una ruta alternativa para los carelios para llegar al golfo de Finlandia cuando el río Nevá era bloqueado por sus enemigos. Ahora, el canal de Saimaa no pasa por el Vuoksi y entra en el golfo de Finlandia en la bahía de Vyborg, cerca de la ciudad medieval de Vyborg.
Tanto durante la Guerra de invierno como en la Guerra de Continuación el río Vuoksi fue una importante línea defensiva finlandesa contra el avance soviético. La línea Mannerheim y la línea VKT (Viipuri–Kuparsaari–Taipale) se situaban a lo largo de la costa septentrional de su ramal meridional.
En la Revolución Industrial, la energía generada a partir de los rápidos del Vuoksi hizo de la región de Vuoksi el centro industrial de Finlandia en el siglo XIX. Desde la Guerra de invierno (1940), el istmo de Carelia pertenece a Rusia y solamente 13 km del río permanecen en Finlandia.
Las principales centrales eléctricas en Imatra y Tainionkoski se encuentran en la parte finlandesa del río, en el centro de la ciudad de Imatra.
Los alrededores del río, incluyendo la fortaleza de Korela (antes: Käkisalmi), son un popular destino turístico para los residentes en San Petersburgo.
El río es famoso por sus grandes rápidos, por ejemplo en Imatra y en el pueblo de Losevo (Kiviniemi). Los rápidos de la conexión del Vuoksi y el Sukhodolskoye/Suvanto, en Losevo, son un lugar popular para la práctica de competiciones de kayak, canoas y catamaranes.
Actualmente se está debatiendo en Rusia un proyecto para inundar los rápidos de Losevo y convertir el río Burnaya, el lago Sukhodolskoye y las partes inferiores del Vuoksi en un canal navegable, que conectaría el lago Ládoga con el golfo de Finlandia y que permitiría que los petroleros eludiesen el río Neva y la ciudad de San Petersburgo.

## Historia geológica

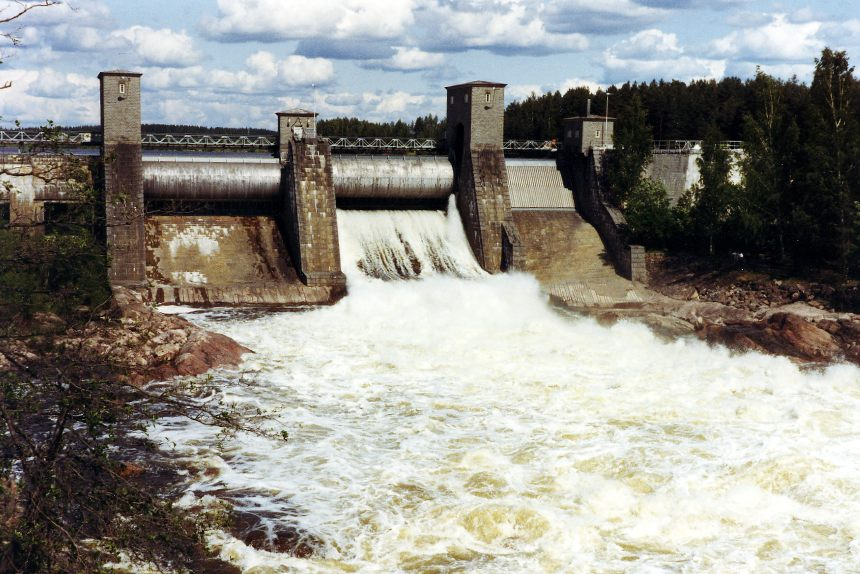
Vista de una de las presas en el Vuoksi, en Imatra, Finlandia.

Alrededor del 5000 a. C. las aguas del lago Saimaa lograron atravesar el conjunto de morrenas del Salpausselkä y formaron el río Vuoksi, desembocando en el lago Ládoga, en su esquina noroeste, y elevando el nivel de este último en 1-2 m. El lago Ládoga, transgredido, inundó las tierras bajas y conectó el Vuoksi con el mar Báltico en Heinjoki, al este de la actual Vyborg. El nivel del Ládoga poco a poco descendió cuando el río Nevá, que se había originado en torno a 3100-2400 a. C., fue drenando sus aguas en el golfo de Finlandia, pero el Vuoksi aún conservó una salida directa significativa a la bahía de Vyborg, posiblemente hasta el siglo XVI o Xsiglo VII a. C. La conexión desapareció debido a la elevación de la tierra en curso.
En 1818 un canal, que había sido excavado  para drenar las inundaciones de primavera del lago Suvanto (ahora lago Sukhodolskoye, un estrecho lago de 40 km largo de la parte oriental del istmo de Carelia) en el lago Ládoga, inesperadamente fue erosionado y se convirtió en el río Taipaleenjoki (ahora río Burnaya). El Taipaleenjoki comenzó a drenar el Suvanto, rebajando su nivel unos 7 m. Originalmente, las aguas del lago Suvanto fluían en el río Vuoksi a través de una vía fluvial en Kiviniemi (ahora Losevo), pero como resultado del cambio, la vía se secó. En 1857 el canal fue excavado allí, pero la corriente cambió de dirección, revelándose rápidos y siendo la navegación en Kiviniemi imposible. Desde 1857 el lago Suvanto y el río Taipaleenjoki han constituido el ramal sur del río Vuoksi, que ha disminuido el nivel del ramal original en el norte de Ládoga cerca de Kexholm (ahora Priozersk) unos 4 metros y se ha convertido en el curso principal.

## Galería de imágenes

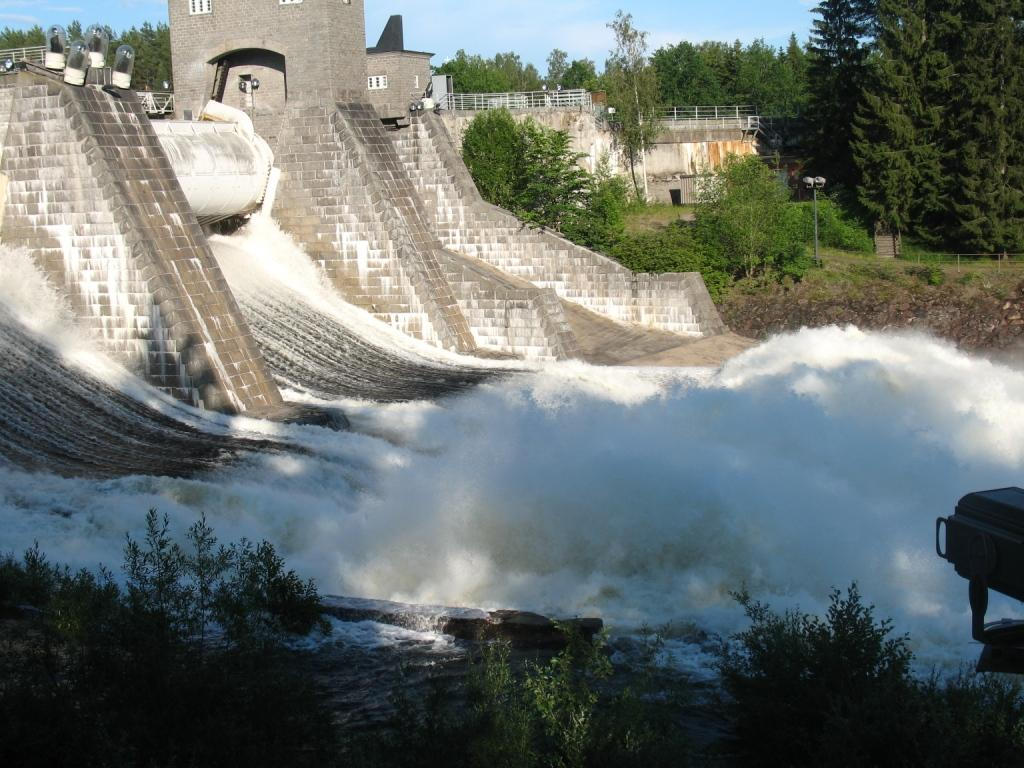
El río en Imatra
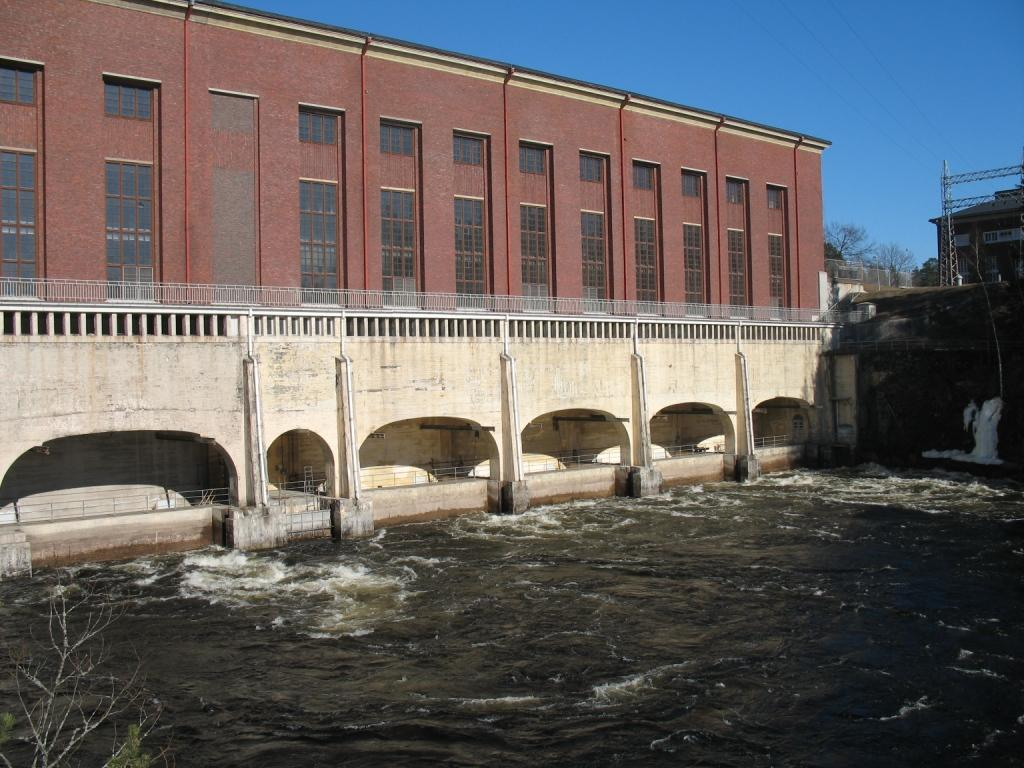
Central hidroeléctrica en Imatra
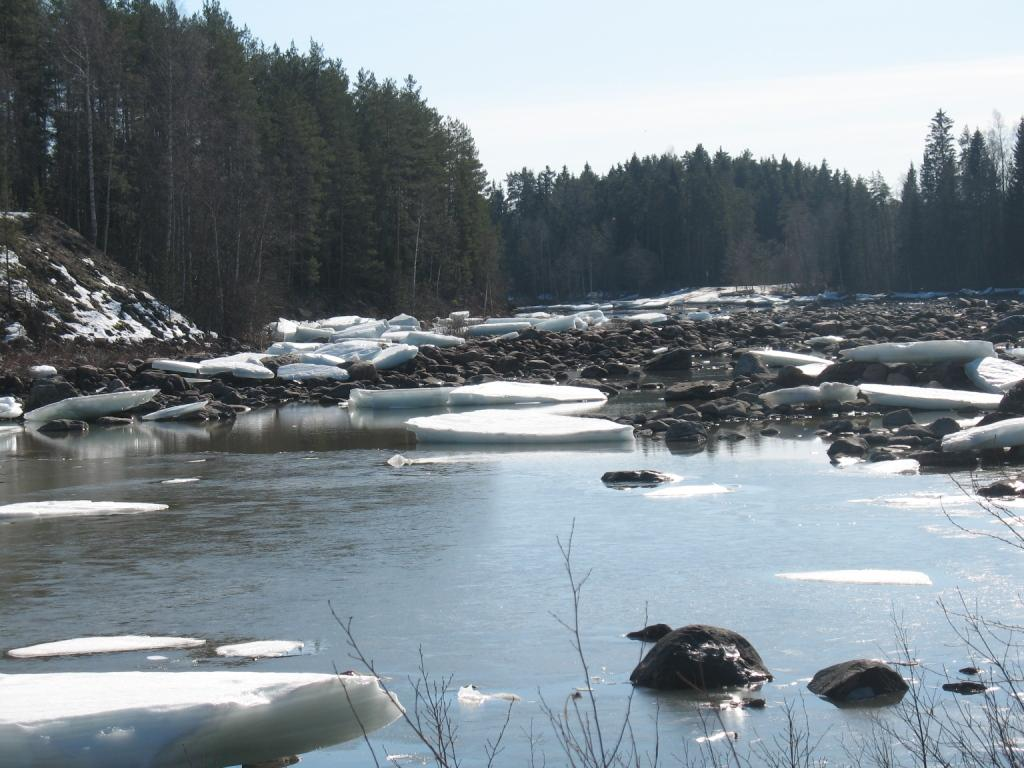
El río en primavera, río Imatr
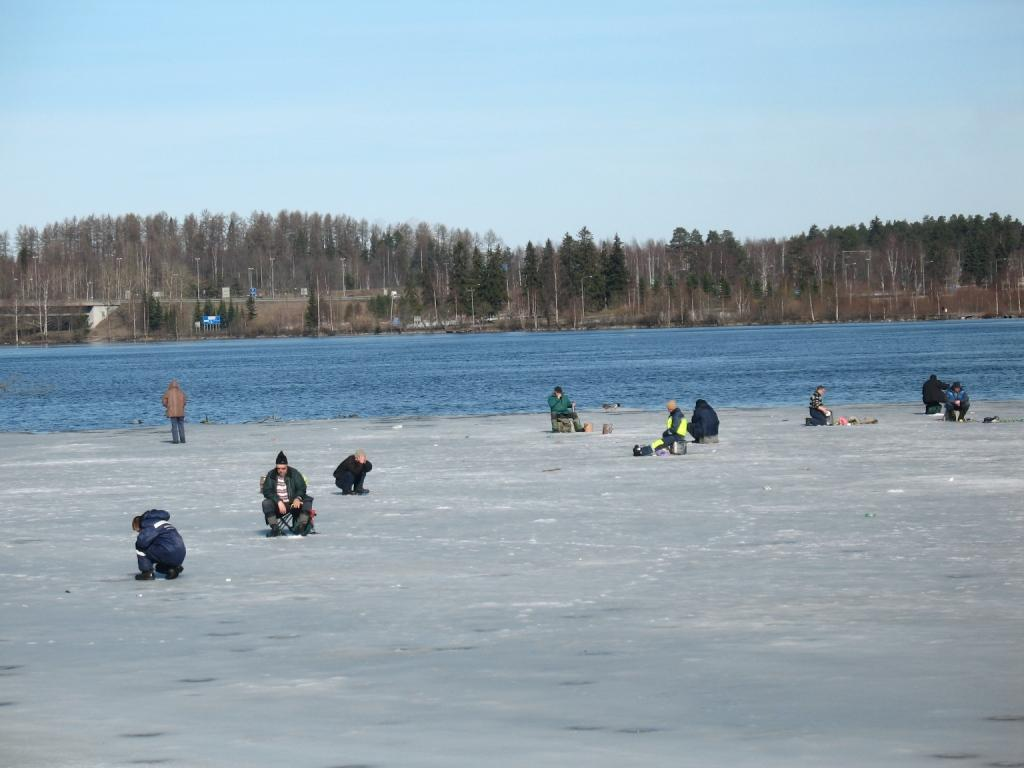
Pescadores en el río helado en Imatra